# チュ・ホジョ
チュ・ホジョ（鄒許祖）は、韓国ドラマ『太祖王建』に登場する人物である。演じた俳優はカン・ジェイル。

## 来歴
尚州加恩県出身。キョンフォンに出会うまでは不良だったが、キョンフォンによって更生する。彼自身の話によると、その後は善行ばかりしていたという。不良は全て掃討し、盗賊は全て捕まえて、生意気な新羅の貴族たちも懲らしめたと語っている。それによって、アジャゲの怒りを買ってしまう。その後は、キョンフォン、ヌンファンと共に新羅の首都・徐羅伐に行き、軍人となった。

### キョンフォンの覇業を助ける。
徐羅伐では、キム･ウィホンの警護兵となっていた。キョンフォンがワン･リュン一行を出迎えに行ったときに遭遇した、徐羅伐近郊の戦いでは一番先に敵中へ入り込み、縦横無尽に盗賊たちを切り伏せた。キム･ウィホン死後、西南海の海賊討伐に派遣されたキョンフォンらについて西南海へ向かった。チュ･ホジョは弛緩していた兵士たちを鍛えなおすという任にあたった。海賊の頭目であるスダルは、キョンフォンを快く思っておらず、対立状態となっていた。スダルは積み荷を輸送しようとするが、これを知ったキョンフォンはチュ･ホジョに討伐を命じる。チュ･ホジョは、途中にある峡谷に兵を伏せ、峡谷に入ってきたところを急襲する作戦を採った。この作戦は、キョンフォンに仕える前、彼が得意としていた戦法だった。積み荷を運んできたスダルの配下らは、チュ･ホジョらの襲撃に遭い、撃退される。チュ･ホジョはスダル配下のコムチを負傷させ、スダルに協力していた錦城の武官を討ち取った。これに怒ったスダルは、キョンフォンを偽の宴会に誘って、殺害しようと目論む。これに同行したチュ･ホジョは、キム･チョンと共に邸宅外にいた刺客らを撃退した。スダル軍が攻めてきた、錦城の戦い（891年）では、スダル軍を山道へ誘引し、その後はヌンエと共にスダル軍を攻撃して、マクセに手傷を負わせた。
武珍州から勅使として送られたシンガンに対し、応対したチュ･ホジョはシンガンを捕え、鞭打ちの刑にしてしまう。駆けつけたキョンフォンに止められるが、チュ･ホジョの行動は、新羅への叛旗を鮮明にするきっかけになった。キョンフォン軍は武珍州城を目指して進軍する。武珍州城の戦いでは、“先鋒大将”を務め、正面から武珍州城を攻めた。数に優るキョンフォン軍による、武珍州城は陥落し、キョンフォンは武珍州を手に入れた。

## 能力
- 武勇に優れている。白兵戦・野戦においては、無類の強さを誇った。
- 白兵戦・野戦に比べると、攻城戦を苦手としている。大耶城の戦い（901年）では、手勢を失って、自らも手傷を負った。錦城山城の戦いでもホン･ユの矢によって負傷し、戦線から離れた。大耶城の戦い（916年）においては、伏兵によって戦死している。
- 武勇に比べると、知力は劣っている。キョンフォンから三顧の礼の故事を持ち出されるが、それを知らずキョンフォンをいらつかせた。

## 一騎討ち対戦歴
VS　コムチ（スダルの配下）
　勝利。数合打ち合い、手傷を負わせて退かせた。
　VS　錦城の武官（スダルの協力者）
　勝利。数合打ち合い、討ち取った。
　VS　マクセ（スダルの配下）
　勝利。数合打ち合い、手傷を負わせて落馬後、捕縛した。

## 評価
- キョンフォンは「戦しか能のない男」と評した。